# 唐玲
唐玲（1975年3月5日—），本名謝玲玲，女，台灣演員、主持人，早期當過有氧舞蹈教師，加入過駐唱樂團(MIX POWER樂團、 LEADER樂團 、SPEAK樂團)，以廣告模特兒和唐林之名出道，後拍攝寫真，發展為演員和主持人，活動為主，也曾出版美容及旅遊相關書籍，後來改名「唐玲」再復出演藝圈，接下三立台灣台「愛台客」系列節目《萬事OK團》。2019年確診胃癌。
家中父親是軍人， 奶奶是清朝時期的大家閨秀，還有一個只比她大十歲的繼母和一個年紀差距甚多的妹妹。

## 演出作品

### 電影
- 2001年《哥兒們》
- 2008年《霹靂探哥》飾田晶晶
- 2021年《角頭—浪流連》飾美娜姊

### 微電影/電影短片
- 2013年《倆個人如果在一起》飾男主角母親

### 電視劇
| 年份 | 頻道             | 劇名                     | 飾演           |
|      |                  | 再會吧!平溪              |                |
|      |                  | 藍色夢工場               |                |
| 1998 | 台視             | 台灣第一劇場－鏡子       | 瑪麗亞         |
| 1999 | 華視             | 圖騰印                   |                |
| 2000 | 華視             | 台灣靈異事件-人骨拼圖    | 唐唐（唐詩萍） |
| 2001 | 東森             | 寶斗里長                 |                |
| 2002 | 中天             | 台灣變態檔案-針眼教授    | 貞玲           |
| 2003 | 台視             | 少年史艷文               |                |
| 2003 | 台視             | 再見阿郎                 | 珊蒂           |
| 2004 | 東森             | 婆媳過招千百回           | 蘇珊           |
| 2005 | 東森             | 好美麗診所               | 阿悌           |
|      |                  | 兩隻老虎(金鐘劇)         | 林薏茹         |
|      |                  | 主席有約                 |                |
|      |                  | 鏡子(金鐘劇)             | 李玉眉         |
| 2007 |                  | 檸檬(金鍾劇)             | 瑪莉亞         |
|      |                  | 擺渡(下)                 |                |
|      | 三立台灣台       | 鳥來伯與十三姨           | 張明芳         |
| 2011 | 中視             | 男生宿舍的女生           |                |
| 2005 |                  | 大熊醫師家               |                |
|      |                  | 老婆大人                 |                |
|      |                  | 幸福時光                 |                |
| 2005 | 民視             | 紅色女人花-變調伊甸園    | 林惠雲         |
| 2006 | 衛視中文台       | 驚異傳奇-瞬間的火柴      | 安妮           |
| 2006 | 台視             | 神機妙算劉伯溫-情天恨海  | 韓劍蘭         |
| 2007 | 三立台灣台       | 我一定要成功             | 晶晶           |
| 2008 | 台視             | 懷玉傳奇-千金媽祖        | 閻愛君         |
| 2009 |                  | 我的阿嬤是太空人(金鐘劇) | 林育如         |
| 2010 | 三立台灣台       | 天下父母心               | 佩姐           |
| 2012 | 三立台灣台       | 戲說台灣-張爺公出巡      | 媽媽桑         |
| 2012 | 三立台灣台       | 戲說台灣-喊魂            | 九尾狐         |
| 2012 | 三立台灣台       | 阿爸的願望               | 林月里         |
| 2013 | 三立台灣台       | 孤戀花                   | 廖秀霞         |
| 2013 | 三立台灣台       | 世間情                   | 唐菲菲（菲姐） |
| 2014 | 三立台灣台       | 阿母                     | 阿雪 YUKI      |
| 2015 | 三立台灣台       | 親家                     | 賽琳娜         |
| 2016 | 三立台灣台       | 甘味人生                 | 张美春（阿春） |
| 2016 | 三立台灣台       | 戲說台灣-帝爺公點貴妻    | 黃明珠         |
| 2016 | 三立台灣台       | 戲說台灣-潛水媽渡不孝子  | 陳萬珠/陳萬珍  |
| 2016 | 華視             | 海海人生                 | 紀怡萍         |
| 2016 | 大愛             | 阿寬                     | 月梅           |
| 2016 | 公視             | 人生劇展-呼拉姊妹花      | 糖糖           |
| 2016 | 三立台灣台       | 戏说台湾-尊王公镇茶山    | 吴丽卿         |
| 2017 | 中視             | 這些年那些事             | 李淑卿         |
| 2017 | 三立都會台       | 只為你停留               | 客串           |
| 2017 | 公視             | 城市情歌                 | 枝枝姐         |
| 2017 | 三立台湾台       | 戏说台湾-金仔银仔来报喜  | 金仔           |
| 2018 | 三立台湾台       | 戏说台湾-媽祖渡情劫      | 廖金霞         |
| 2018 | 三立台湾台       | 戏说台湾-东螺妈救北斗    | 阿雪           |
| 2021 | 三立台湾台       | 戏说台湾-花公花婆亂陰陽  | 花婆           |
| 2021 | 三立台湾台       | 戏说台湾-白目眉渡鷹雄    | 王麗玲 沈玉華  |
| 2022 | 中視、中天娛樂台 | 台灣x檔案                | 溫立菁         |
| 2024 | 三立台灣台       | 戲說台灣-天燈媽祖        | 月里           |

## 參與節目
- 逗陣來作伴

### 舞台劇
- 都市傳奇8裝神弄鬼(舞台劇)
- 請勿犧牲愛情(大風劇團與魏德聖合作的音樂劇)

## 主持作品
- 棒打老虎雞吃蟲
- 旅遊大贏家
- 百分百娛樂網
- 超級新人榜
- 超級百戰
- 假日何處去
- 美眉食譜
- 生存遊戲
- 電玩暴走
- 危急全紀錄
- 麻辣體驗營健康一百分
- 美人日記
- 獨漏60
- 萬事OK團

## 遊戲代言
- 飛龍女戰士
- 失落大地女斧手
- 福特賽車
- 奇幻水晶緣

## 出版作品

### 書籍
- 窺探寫真
- 波濤洶湧三十六計
- 美胸計畫
- 香浴瘦身操
- 非常曲線魔法書
- 陽光沙灘塞班島

## 外部連結
- 唐玲Linh Linh
- 華文影史庫唐玲簡介 （页面存档备份，存于）